# Ярцево (Владимирская область)
Ярцево — деревня в Селивановском районе Владимирской области России, входит в состав Малышевского сельского поселения.

## География
Деревня расположена на берегу реки Ушна в 16 км на север от центра поселения села Малышево и в 23 км на юго-запад от райцентра рабочего посёлка Красная Горбатка.

## История
В конце XIX — начале XX века деревня входила в состав Тучковской волости Судогодского уезда, с 1926 года — в составе Дубровской волости Муромского уезда. В 1859 году в деревне числилось 12 дворов, в 1905 году — 47 дворов, в 1926 году — 51 двор.
С 1929 года деревня являлась центром Ярцевского сельсовета Селивановского района, с 1940 года — в составе Юромского сельсовета, с 1979 года — в составе Красноушенского сельсовета, с 2005 года — в составе Малышевского сельского поселения.

## Население
| 1859 | 1905 | 1926 | 2002 | 2010 | 2021 |
| ---- | ---- | ---- | ---- | ---- | ---- |
| 87   | ↗216 | ↗264 | ↘27  | →27  | ↘20  |